# 萨拉热窝事件
萨拉热窝事件（德語：Attentat von Sarajevo），又称弗朗茨·斐迪南大公及其妻子蘇菲·霍特科遇刺案（英語：Assassination of Archduke Franz Ferdinand of Austria and Sophie, Duchess of Hohenberg），指1914年6月28日奥匈帝国皇位继承人弗朗茨·斐迪南及其妻子蘇菲·霍特科在萨拉热窝遇刺身亡的事件。当时，夫妇二人正乘坐汽车在萨拉热窝进行访问，遭到极端组织杀手的袭击，被加夫里洛·普林齐普开枪击中身亡。
这次刺杀事件严重动摇了当时的欧洲政治格局。事件直接导致奥匈帝国和塞尔维亚王国关系空前紧张。1914年7月28日，奥匈帝国向塞尔维亚王国发出最后通牒，塞尔维亚王国驳回了其中几项条款后，奥匈帝国随即对塞尔维亚宣战。一周之内，俄罗斯帝国因支持塞尔维亚而卷入战争，奥匈帝国的盟友德国也坚定支持奥匈帝国。俄罗斯帝国的盟友法国与英国也相继加入战争。这一刺杀案引发连锁反应，最终导致了第一次世界大战的爆发。

## 黑手会的刺客六人组
事件的凶手是加夫里洛·普林齐普，他是塞尔维亚刺客六人组（穆罕默德·穆罕默德巴希奇、瓦索·丘布里洛维奇、内德利科·查布林诺维奇、茨维特科·波波维奇、特里夫科·格拉贝日和加夫里洛·普林齐普）成员之一，也是该六人组以及黑手会的骨干成员。
该刺客组织由波斯尼亚塞尔维亚人、黑手会成员达尼洛·伊利奇领导。因此，本次事件的凶手实际上只是这个组织的中层成员，并非核心领导者。他们发动刺杀的目的是切断奥匈帝国境内塞尔维亚人聚居省份与哈布斯堡王朝的关系，最终与塞尔维亚合并，共同组成南斯拉夫。这一动机与后来的青年波斯尼亚组织宣称的目标一致。

## 背景
根据1878年俄土战争后的《柏林条约》，奥匈帝国获授权占领并管辖奥斯曼帝国的波斯尼亚，但奥斯曼帝国仍保有官方主权。根据同一条约，列强（奥匈帝国、英国、法国、德国、意大利王国、奥斯曼帝国和俄罗斯帝国）在官方上承认塞尔维亚公国为完全主权国家。四年后，塞尔维亚公国君主米兰一世将国家由公国升格为王国，米兰一世也成为独立后的首位塞尔维亚国王。当时的塞尔维亚君主来自奥布雷诺维奇王朝，与奥匈帝国保持着密切的外交关系。在米兰一世及其继任者亚历山大一世在位期间，塞尔维亚满足于统治条约所划定的领土。
1903年发生的塞尔维亚五月政变改变了塞尔维亚的对外关系。当时，塞尔维亚军官德拉古廷·迪米特里耶维奇率军攻占塞尔维亚王宫，并杀害了国王亚历山大一世及王后，奥布雷诺维奇王朝覆灭。军方拥立十九世纪初领导塞尔维亚成功争取自治的民族英雄卡拉乔尔杰·彼得罗维奇的后人彼得一世为新国王。新王朝建立后，塞尔维亚更加推行民族主义，与俄罗斯关系紧密，但与奥匈帝国交恶。随后的十年中，塞尔维亚与邻国之间的冲突不断，但经济和军事实力有所提升，逐渐展现出恢复14世纪帝国的意图。这些冲突包括1906年与奥匈帝国爆发的关税争端（史称猪战）、塞尔维亚借抗议奥匈帝国吞并波斯尼亚和黑塞哥维那之机发动的1908年至1909年波斯尼亚危机（最终于1909年3月以塞尔维亚默认不索取赔偿而结束），以及1912年至1913年塞尔维亚从奥斯曼帝国手中夺取马其顿和科索沃的巴尔干战争。
塞尔维亚在巴尔干战争中的胜利以及塞尔维亚人对奥匈帝国吞并波黑的愤慨，令国内和奥匈帝国境内塞尔维亚族人的民族主义情绪进一步高涨。奥匈帝国境内的塞尔维亚族人对奥匈帝国的统治日益不满，并受到一些塞尔维亚“文化”组织的宣传煽动。在接下来的五年中，受塞尔维亚零星支持的孤立刺客，大多是奥匈帝国的塞尔维亚族公民，在克罗地亚和波黑发动了一系列针对奥匈帝国官员的暗杀行动，但均未成功。
1910年6月15日，波格丹·泽拉伊奇试图谋杀波黑总督马里扬·瓦雷萨宁，但未遂。22岁的泽拉伊奇是黑塞哥维那内韦西涅的东正教徒，就读于萨格勒布大学法学院，并经常前往贝尔格莱德。泽拉伊奇身中五枪后自杀，头部中致命一枪。泽拉伊奇的举动启发了后来的刺客，包括普林齐普及其同伙卡布里诺维奇。普林齐普曾表示：“泽拉伊奇是我的榜样。17岁时我路过他的坟墓，联想到我们悲惨的处境和他的思想。就在那里，我下定决心迟早要采取行动。”
1913年，奥皇弗朗茨·约瑟夫一世指示斐迪南大公计划于1914年6月视察波斯尼亚的军事演习。演习结束后，斐迪南计划与妻子一同参观萨拉热窝新建的国家博物馆。公爵夫人索菲的长子马克西米连公爵回忆说：“母亲担心父亲的安全，便陪伴他同行。”
由于索菲“身为捷克伯爵夫人，在奥地利宫廷眼中仍属平民”，弗朗茨·约瑟夫一世最初不同意两人的婚事。但由于斐迪南大公的坚持，弗朗茨·约瑟夫一世最终同意，但附加条件是他们的后代永远不得继承皇位。6月28日是这对夫妇婚姻的14周年纪念日。正如历史学家A·J·P·泰勒所指出：
（索菲）永远不能与（弗朗茨·斐迪南）平起平坐……永远无法分享他的荣耀，也无法在任何公众场合与他并肩而行。但这有一个例外……当斐迪南以军人身份参加活动时，他的妻子可以获准一同出席。因此，他在1914年决定视察波斯尼亚的军队。在这个国家的首都萨拉热窝，大公夫妇可以并排乘坐敞篷车……因此，可以说大公是为了爱情而殉身。

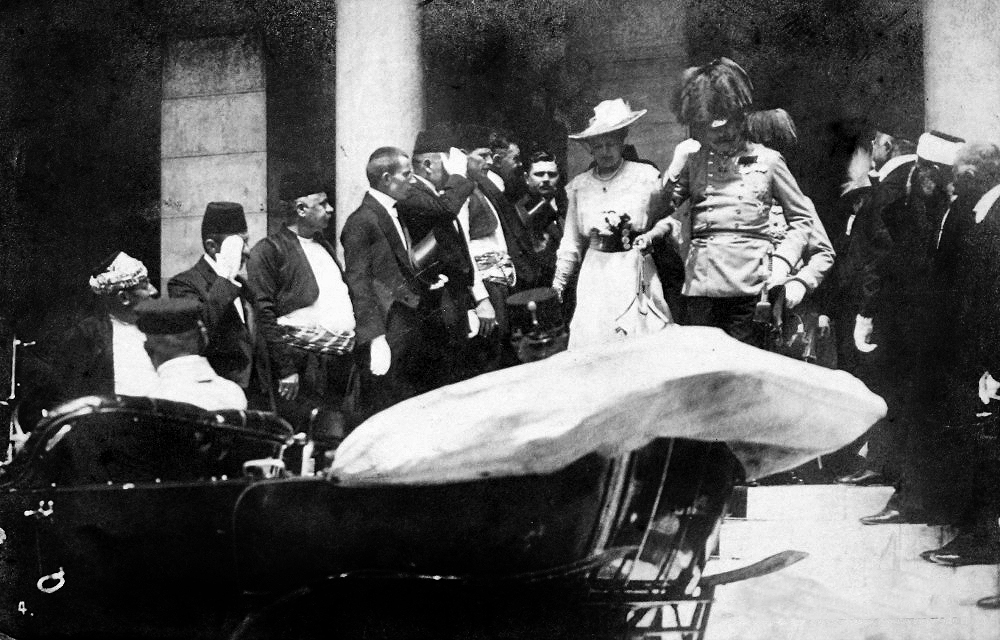
暗杀前几分钟，大公偕其妻于萨拉热窝市政厅门前登上座驾时所摄

弗朗茨·斐迪南是联邦制的支持者，大致倾向于将奥匈帝国划分为三元王国，即在奥匈帝国的统治下，将帝国境内的斯拉夫地区重组为克罗地亚王国，使其地位与奥地利帝国和匈牙利王国平起平坐。克罗地亚王国被认为可以对抗塞族领土收复主义，因此斐迪南大公也被塞族民族主义者视为威胁。普林齐普后来向法庭陈述，阻止斐迪南大公推行改革计划是他的动机之一。
刺杀事件发生的6月28日（儒略历6月15日）是圣维特日。在塞尔维亚，这一天被称为维多夫丹，旨在纪念1389年对抗奥斯曼帝国的科索沃战役。在那场战役中，塞尔维亚统治者拉扎尔·赫雷别利亚诺维奇为塞尔维亚人民牺牲在战场上，骑士米洛什·奥比利奇伪装投降，刺杀了奥斯曼苏丹。

## 事发经过

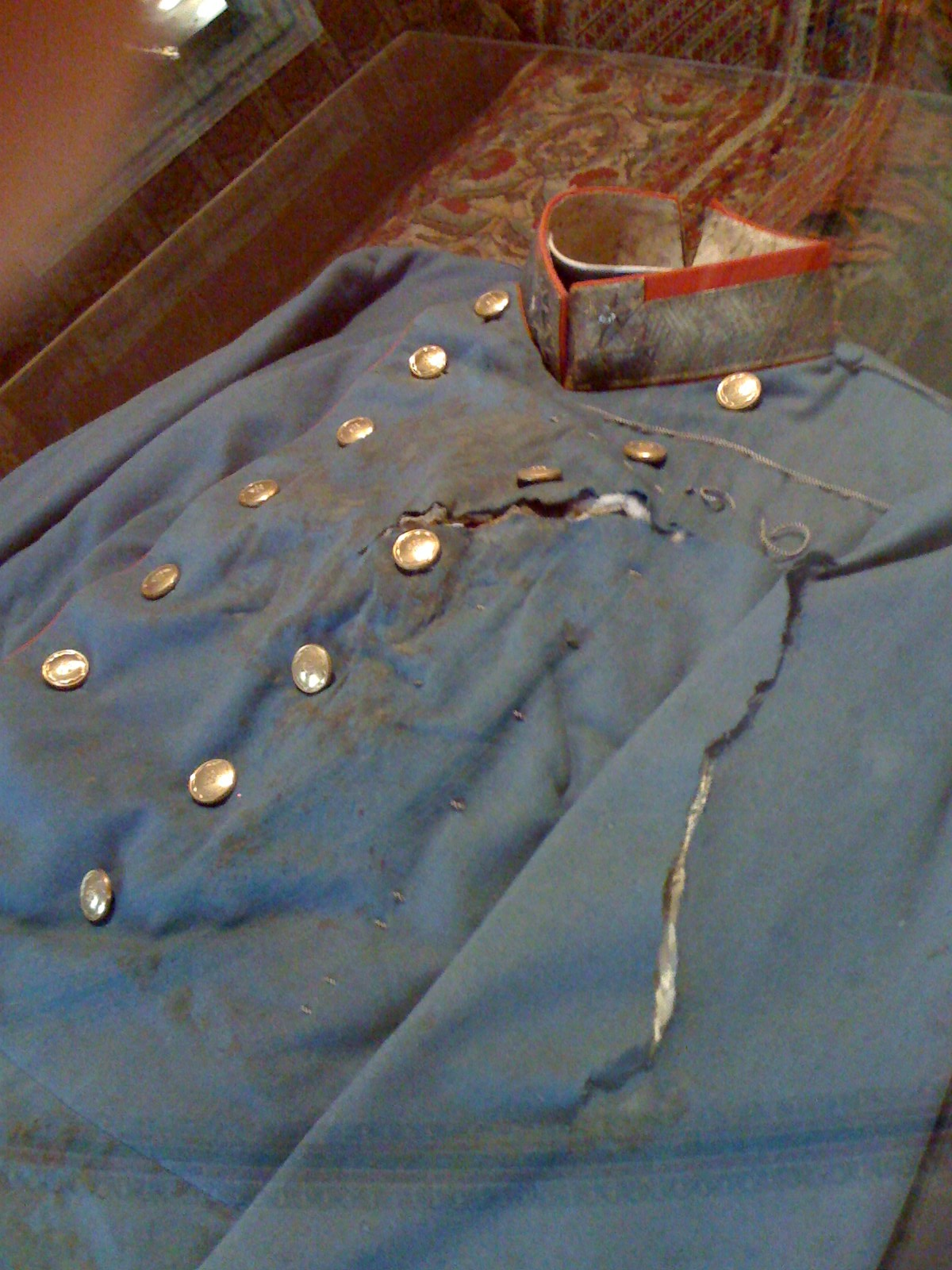
斐迪南大公遇刺时所穿的衣服，现存于奧地利陸軍歷史博物館

1914年6月，奥匈帝国皇储斐迪南大公前往奥匈帝国的波斯尼亚和黑塞哥维纳检阅军事演习。这次军事演习以塞尔维亚为假想敌，因而引发了塞尔维亚民族主义者的憎恨。
1914年6月28日上午约十点，斐迪南大公夫妇抵达萨拉热窝火车站。途中，数百名民众在街边迎接，人群中混入了七名刺客伺机而动。斐迪南夫妇乘坐敞篷汽车前往市政厅，途经其中两名刺客时，他们因胆怯而未采取行动。后来，斐迪南夫妇的车队遭到第三名刺客内德利科·查布林诺维奇投掷的手榴弹袭击。大公下意识地挥手，手榴弹滚落到车后并立即爆炸。夫妇二人侥幸躲过一劫，仅有几名护卫和围观群众受轻伤。刺客内德利科·查布林诺维奇随即服下氰化物并跳河企图自杀，但并未成功，之后被赶来的军警逮捕。
随后，斐迪南大公临时改变行程，决定前往医院探望一名受伤的副官，但随行人员未能及时通知前导车队。因此，车队仍然按照原定计划行驶。不幸的是，大公乘坐的敞篷汽车在拉丁桥附近的路口停了下来，刺客普林齐普得以在距离斐迪南夫妇不到两米的地方用手枪向两人各射出一枪。行凶后，普林齐普服下氰化物企图自杀，但因药物过期而失败，手枪掉落在地后被逮捕。斐迪南大公夫妇被紧急送医，但最终双双宣告不治身亡。

## 影视作品
- 南斯拉夫1975年电影：《萨拉热窝谋杀事件》
- 奧地利2014年電視電影：《塞拉耶佛》
- 2021年電影：《金牌特務：金士曼起源》

## 脚注
1. ↑  MacKenzie 1995，第24–33頁.
2. ↑  MacKenzie 1995，第27頁.
3. ↑  Albertini 2005，第291–292頁.
4. ↑  Albertini 2005，第364–480頁.
5. ↑  MacKenzie 1995，第36–37頁.
6. ↑  Albertini 1953，第19–23頁.
7. ↑  Dedijer 1966，第236–270頁.
8. ↑  Dedijer 1966，第243頁.
9. ↑  Dedijer 1966，第203–204頁.
10. ↑  Albertini 1953，第50頁.
11. ↑  Dedijer 1966，第285頁.
12. ↑  Dedijer 1966，第9頁.
13. ↑  Dedijer 1966，第286頁.
14. ↑  Taylor 1963，第13頁.
15. ↑  Albertini 1953，第11–17頁.
16. ↑  Albertini 1953，第87–88頁.
17. ↑  Albertini 1953，第49頁.

## 扩展阅读
- Bataković, Dušan T. . Dialogue Association. 1996  [2020-07-25]. ISBN 9782911527104. （原始内容存档于2019-12-24）.
- Fay, Sidney Bradshaw: Origins of the Great War. New York 1928
- Fomenko, A. "There Was an Alternative! The Legacy of Franz Ferdinand" International Affairs: A Russian Journal of World Politics, Diplomacy & International Relations (2009) 55#3 p177-184.
- Ponting, Clive. Thirteen Days, Chatto & Windus, London, 2002.
- Stoessinger, John. Why Nations Go to War, Wadsworth Publishing, 2007.
- Treusch, Wolf Sören. Erzherzog Franz Ferdinand und seine Gemahlin werden in Sarajevo ermordet, DLF, Berlin, 2004